# 호안 (토목)

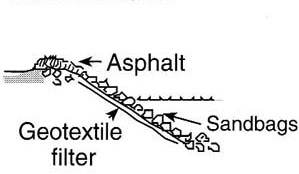
지오텍스타일 필터 위에 아스팔트와 모래주머니로 구성된 호안 구조

호안(護岸, revetment)은 하천 복원, 하천공학, 또는 해안공학에서 사용되는 구조물로, 석재, 콘크리트, 모래주머니, 목재 말뚝 등 충격에 강한 재료로 제방이나 벽면을 덮어 물의 에너지를 흡수하고 침식을 방지하기 위해 설치된다. 하천이나 해안의 호안은 일반적으로 기존 해안 지역의 활용 목적을 유지하고 사면(斜面)을 보호하기 위해 구축된다.
건축 일반에서는 옹벽을 의미하기도 하며, 군사공학에서는 포격, 폭격, 혹은 저장된 폭발물로부터 지역을 보호하기 위해 만들어진 구조물을 말한다.

## 담수 호안
많은 호안 구조물이 담수 하천, 호수, 인공 저수지의 제방을 따라 설치되며, 특히 홍수나 계절성 폭우 기간 동안 피해를 방지하기 위해 사용된다. 사용되는 재료로는 목재 말뚝, 느슨하게 쌓은 바위 또는 콘크리트 구조물, 더 견고한 제방 등 다양하다.
콘크리트 호안은 미시시피강을 조절하기 위해 가장 널리 사용되는 기반 시설이다. 미국 일리노이주 캐어로에서 멕시코만까지 이어지는 강 굽이 구간에 걸쳐 1,000마일(약 1,600km)이 넘는 콘크리트 매트가 설치되어 있으며, 이는 자연적인 침식을 늦추기 위한 것으로, 그렇지 않으면 강의 일부 흐름이 자주 바뀌게 될 수 있다.

## 해안 방어로서의 호안

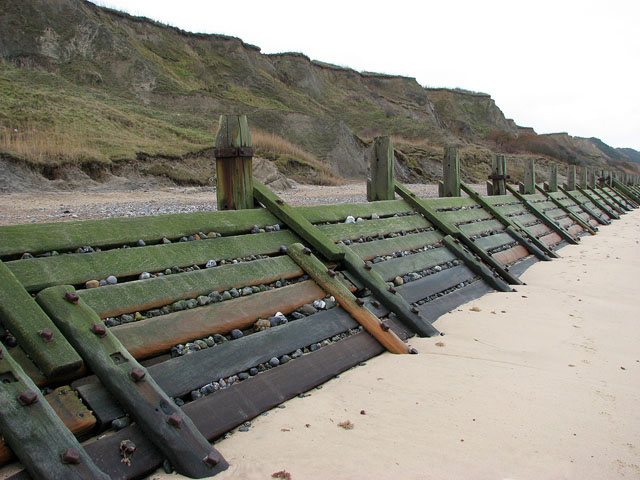
목재 호안

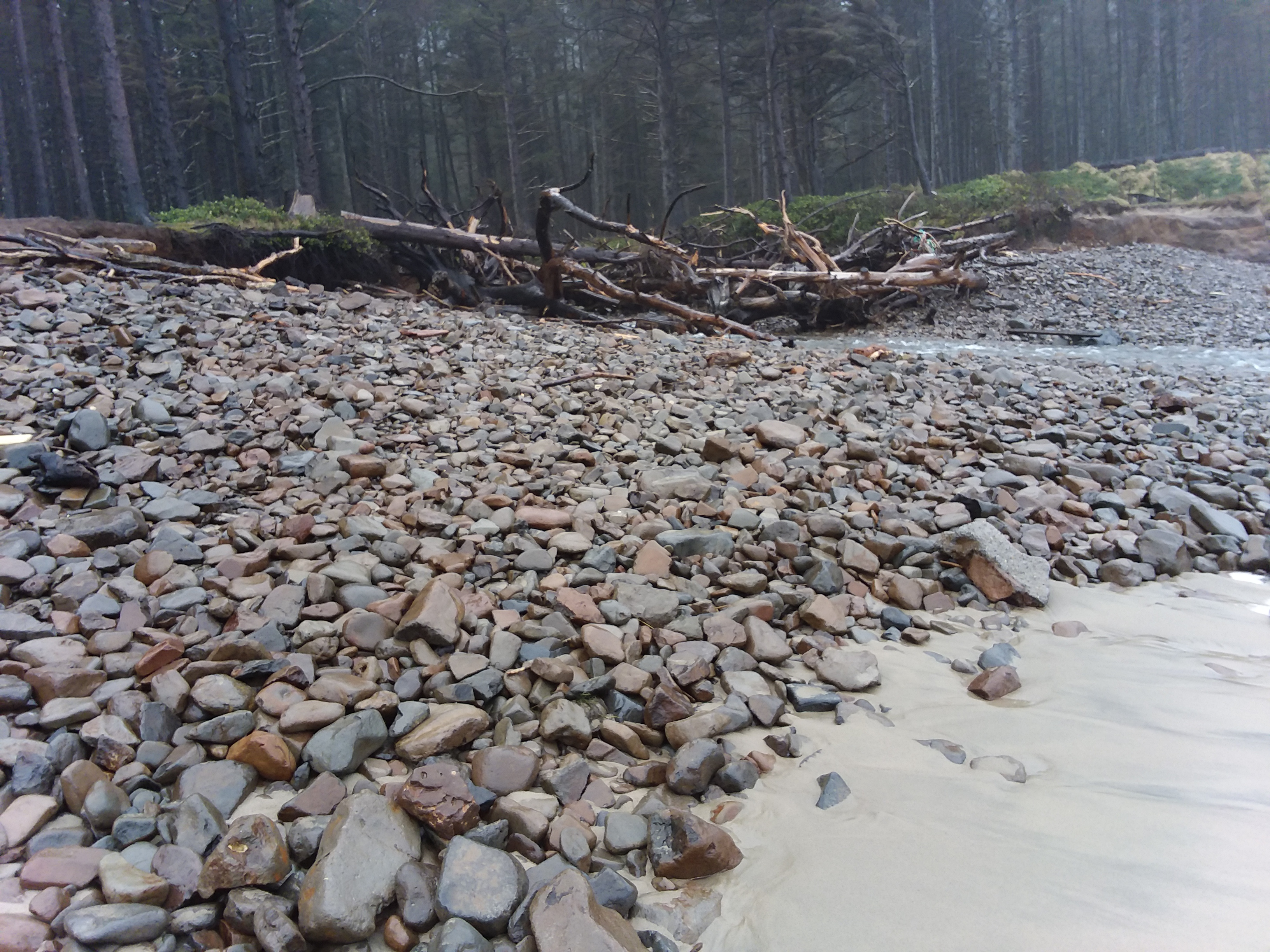
미국 오리건주의 케이프 룩아웃 주립공원에 있는 동적 호안

호안은 파도가 해안을 침식시키는 것을 막기 위한 저비용 해안 침식 방어 수단으로 사용된다. 강한 파도가 해안을 깎아내릴 수 있는 지역에서 특히 효과적으로 활용된다.
목재 호안은 목재 프레임에 판자를 기울여 설치하는 방식으로, 물의 힘을 분산시키는 구조이다. 한때 널리 사용되었지만, 오늘날에는 테트라포드와 같은 현대적인 콘크리트 기반 방어 구조물로 대부분 대체되었다. 1730년대에는 네덜란드의 제방을 보호하던 목재 호안이 배벌레(shipworm) 피해의 확산으로 인해 철거되었다.
동적 호안은 자갈이나 조약돌 크기의 암석을 이용해 자연적인 조약돌 해변을 모방한 형태로 만들어지며, 이는 파도의 에너지를 줄이고 해안 침식을 막거나 늦추기 위한 것이다. 고정된 구조물과 달리, 동적 호안은 파도에 따라 조약돌이 재배열될 수 있도록 설계되어 있으며, 파랑 에너지를 분산하고 파도의 작용을 약화시키는 효과가 있다. 이로 인해 해안을 깎아내리는 파도 반사(wave reflection) 현상을 줄일 수 있다.

## 테트라포드

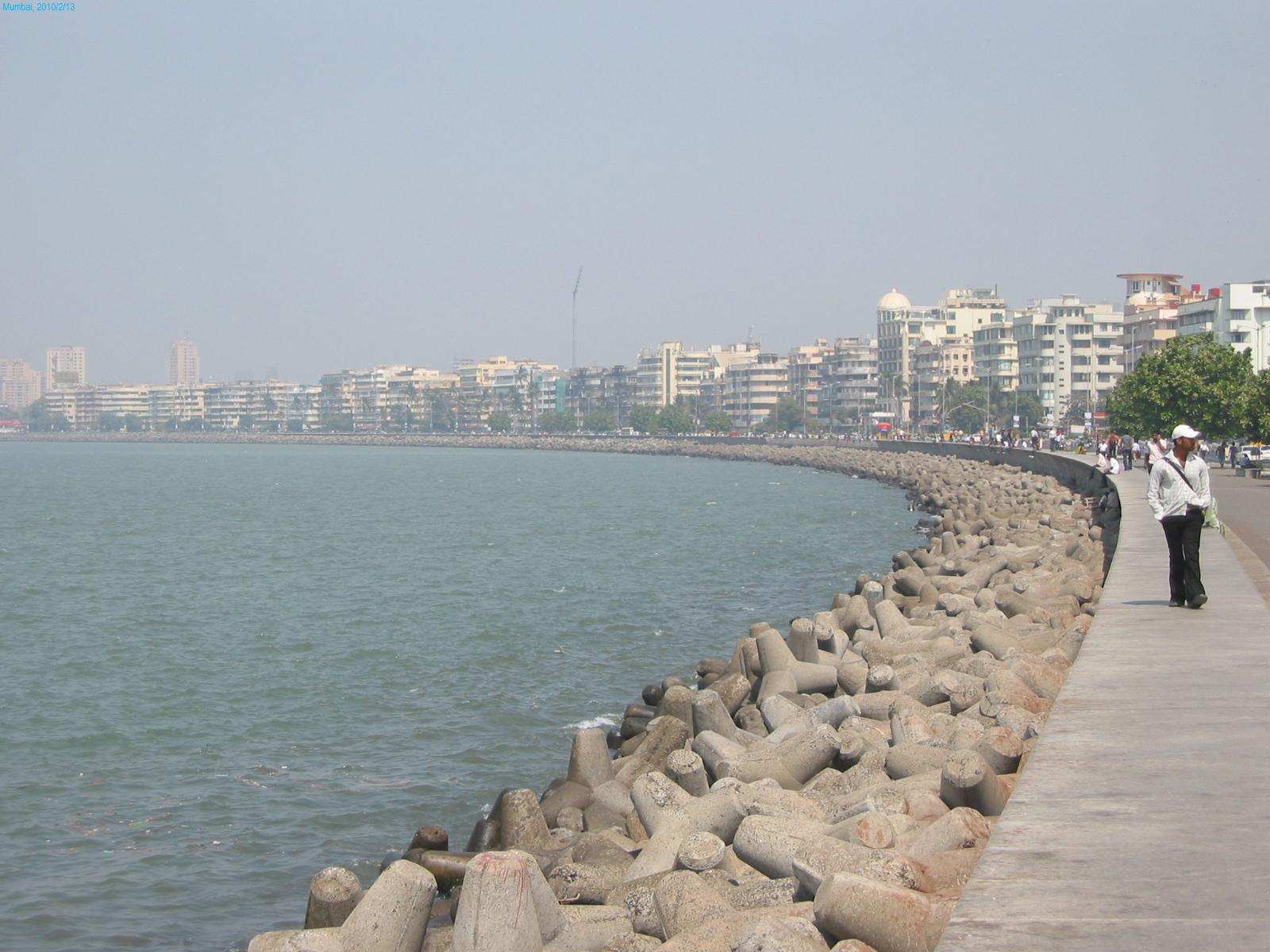
뭄바이의 해안선을 따라 설치된 테트라포드 호안

해안공학에서 테트라포드는 방파제에 설치되는 4개의 다리를 가진 콘크리트 구조물로, 방호 블록으로 사용된다. 테트라포드는 파도가 구조물에 직접 부딪히지 않고 주위를 흘러가도록 설계되어 파도의 힘을 분산시키며, 또한 불규칙하게 쌓이면서 서로 맞물리는 구조를 통해 쉽게 밀려나지 않도록 고안되어 있다.

## 방어 시설

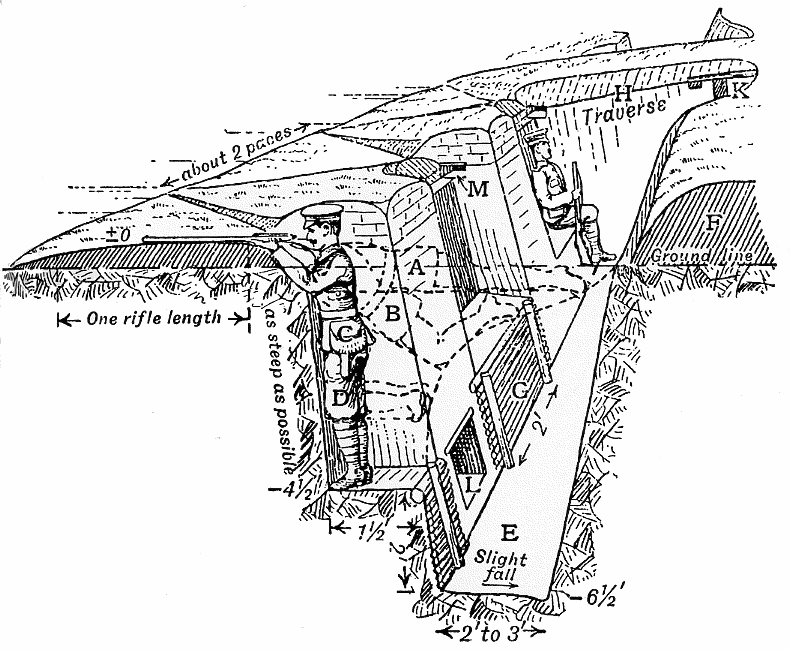
제1차 세계 대전에서의 영국군의 참호 구조도로, 이 그림에서 호안은 서 있는 병사 앞쪽에 있는 부분을 가리킨다.

미국 국립공원관리청에 따르면, 특히 남북 전쟁 당시 사용된 사례를 중심으로, 호안은 여장의 내부 사면을 지지하기 위해 건설된 옹벽을 의미했다. 통나무, 목판, 울타리 막대, 가지 다발, 돌망태, 가지로 엮은 틀, 잔디 덩어리, 또는 돌 등으로 만들어졌으며, 적의 사격으로부터 추가적인 방호 역할을 할 뿐 아니라, 내부 사면을 수직에 가깝게 유지하는 데 중요한 역할을 했다. 석재로 만든 호안은 지금도 남아 있으며, 송진 함량이 높은 소나무나 사이프러스 또는 투수성이 높은 모래 토양 덕분에 통나무 호안도 일부 보존되어 있다. 참호가 폐기된 후에는 많은 통나무나 가로대 호안이 다른 용도로 재활용되면서 내부 사면이 더 빠르게 무너져 내렸다. 그러나 호안이 남아 있는 상태에서 방벽이 침식되면, 내부 사면은 더 수직에 가깝게 남아 있는 것처럼 보이기도 한다.

## 같이 보기
- 하안지대
- 방조제